# Augustin Chaboseau
Pierre-Augustin Chaboseau, también conocido como Augustin Chaboseau (Versalles, 17 de junio de 1868-París, 2 de enero de 1946), fue un esoterista, historiador y publicista francés.
Fue conservador ajunto de la biblioteca del Musée Guimet y secretario particular de Aristide Briand.
Según escribe Robert Ambelain, Chaboseau fue iniciado en 1886 por su tía la marquesa Amélie de Boisee-Mortemart. En sus propias palabras, su tía le «prestó los libros de Elme Caro, de Jacques Matter, de Adolphe Franck. A continuación los de Saint Martín. Después, no dudó en iniciarme de la misma manera en que ella lo había sido por Adolphe Desbarrolles, discípulo directo de Henri de Latouche».
Conoció a Papus y juntos hacia 1890 fundaron la actual Orden Martinista. Era depositario de una iniciación Martinista de diferente línea diferente a la de Papus por lo que entre ellos intercambiaron iniciaciones.